# Abhirawa
Abhirawa (nep. अभिरावा) – gaun wikas samiti w zachodniej części Nepalu w strefie Lumbini w dystrykcie Kapilvastu. Według nepalskiego spisu powszechnego z 2001 roku liczył on 754 gospodarstw domowych i 5334 mieszkańców (2676 kobiet i 2658 mężczyzn).